# 严厉打击刑事犯罪活动 (1983年)
严厉打击严重刑事犯罪活动，通称“1983年严打”或“八三严打”，是中华人民共和国于1983年启动的一场治安运动，前后持续了三年之久，获得中央军委主席邓小平的支持。“1983年严打”开展于中国法制重建初期，此前中国大陆司法体系在“文化大革命”期间遭到严重破坏，改革开放后中国大陆《刑法》、《刑事诉讼法》于1980年1月正式生效，同月當局重建“中央政法委员会”，並確立公安、檢察院和法院（合稱「公檢法」）聯合辦案體制。1983年7月鄧小平與公安部負責人員談話時，明確提出要組織嚴厲打擊刑事犯罪活動的戰役，8月正式展開此次運動，9月全国人大常委会通过《关于严惩严重危害社会治安的犯罪分子的决定》。運動期間由於公檢法聯合辦案的協調成本更低，政法委員會也居中協調三機關間辦案衝突，聯合辦案現象在各地相當普遍。
“1983年严打”是针对文革结束后，社会治安混乱、恶性犯罪事件频发的社会实际而发动的。据中国公安部的资料记载，1980年全中国立案达75万多起、其中大案50,000多起，1981年立案89万多起、其中大案67,000多起，1982年立案74万多起、其中大案64,000起。而自1983年8月起，在持续三年五个月的“严打”三大战役中，共查获各种犯罪团伙19.7万个，查处团伙成员87.6万人，全国共逮捕177.2万人，判刑174.7万人、其中2.4万人被判处死刑，劳动教养32.1万人，社会治安明显好转。“严打”过程中，在上海、天津以及全国许多大中城市，都有各级干部子弟落网被处以极刑，被认为是“王子犯法与庶民同罪”，但其中也造成了诸多冤案、偏离法律轨道，部分人只是因为道德问题就被制裁，并且严打的犯罪学效果渐渐失去，未有效紓解社會治安問題且同時引发相當爭議。

## 时代背景
因文革期间许多年轻人没有学习与工作，并热衷于批斗运动，使得法治社会严重败坏，1979年，中华人民共和国城市积累的待业人员已达2000万，这是中华人民共和国成立以来待业人数的最高值。如北京市待业人员40万人，占全市总人口的8.6%，平均每2.7户城市居民中有一个待业人员。天津市待业人员最多达到38万人，占全市总人口的11.7%。待业人员包括上山下乡的知识青年以及新增的城市闲散人口，其中前者占多半。这些人口成为社会不稳定因素之一。
1980年，中國结束了持续25年的知识青年上山下乡运动。1980年代初，大批知识青年陆续返城，许多成为待业青年，加剧了社会治安恶化。当时根据全国调查，要求回城及复职的人员共有9类，除了上山下乡知识青年外，还有1960年代初被精简回乡的职工要求复工，“社来社去”的大学及中专毕业生要求国家统一分配等等。城市积累了大批待业人员，同时还要接纳大批返城人员，这使就业形势进一步困难，社会治安恶化。
而文革結束後當局計劃將集中打擊暴力犯罪作為一項政治任務，在1979年11月全國城市治安會議上彭真提出：「為了能夠及時地、準確地依法處理重大刑事案件，在今後一個短時期內，公、檢、法三機關要在黨委領導下，採取集體辦公的方式辦案，互相配合、互相制約，切實弄清案情，分頭依法辦理。」到1980年1月24日發佈《中共中央关于成立中央政法委员会的通知》（中發[1980] 5號），沿用其意見指出政法委員會「組織黨內聯合辦公，妥善處理重大疑難案件」。1981年5月，中共中央召開治安座談會，正式提出「依法從重從快方針」。
1983年2月8日，邓小平到无锡视察工作时接见了中顾委委员江渭清等人。江渭清向邓小平汇报说：「现在经济发展，政治稳定，但社会治安情况很不好。城市里女工晚上不敢上班，好人怕人，这样下去不得了！这件事情，只有你老人家下决心才行。」当邓小平征求江渭清的意见时，江渭清说：「调查研究，半年准备，打几个战役，一个战役打几仗，该抓的抓，该杀的杀，还有的押送边疆改造。犯罪分子最怕杀头，还有怕吊销户口发配边疆。」

## 治安状况
严打以前几年的社会治安已经极度混乱，妇女不敢单独上夜班、父母不敢让小孩出门。1978年，中华人民共和国治安及刑事案件立案53万起；1980年，全国立案75万余起，其中大案5万余起；1981年，全国立案89万余起，其中大案6.7万余起；1982年，全国立案74万余起，其中大案6.4万起；1983年前几个月，案件继续猛增。这些案件中不少影响恶劣。

### 一般犯罪
因为无业可就，加上受到文革时期红卫兵武斗的影响，大批待业青年拉帮结派，组成了大小团伙，其中最知名的有唐山菜刀帮、湖南斧头帮等团伙，在街上抢劫、调戏妇女。在江苏常州，以鲁洪明和周洪根为首的两个团伙，专门在夜晚守在城乡结合部、纺织厂附近等地，猥亵、强奸下班女工。广东省由于靠近香港澳门，当地团伙喜欢模仿港澳黑社会取名，有“青龙帮”、“红花会”、“精武门”、“小刀会”等等。
1980年引进中国的美剧《加里森敢死队》，剧情是一帮监狱囚犯在美军将领的带领下深入德军敌后破坏的故事，被认为对中国待业青年产生不良影响，未播完就被电视台宣布剧终。
有一些犯罪团伙，奉行“大法不犯，小法常犯，气死公安，难死法院”，只从事盗窃等一般违法犯罪。在陕西省耀县，有农民进城卖瓜，犯罪团伙就围过去，一人上前装作挑西瓜，故意将西瓜掉在地上，趁农民与这人理论时，其他人員抱起车上的西瓜就跑。
广东省的广汕、广湛等主要公路，常有犯罪团伙夜晚爬车盗窃、哄抢生猪、布料等货车物资。车站、码头、渡口等地也是小偷横行。湖北省荆州地委政法委官员张钦认为，中国车匪路霸（或被称为“飞车党”）案件的雏型阶段就发生于1983年严打前后。流氓分子或在车站和客车上扒窃，或是利用猜红蓝铅笔、猜扑克牌等形式骗钱和敲诈。或在公路沿线对过往车辆丢石头挑衅，侮辱妇女等。

### 重大案件
在广州，1980年1月22日晚，以周某某、劳某某为首的青年团伙，携带刀枪在滨江路斗殴。被警察卜东昌阻止，团伙就对卜东昌进行围攻，卜东昌鸣枪警告无效，击毙三名人員，仍被青年团伙打至重伤，手枪也被抢走。1983年3月8日，退伍军人转业的政法记者安珂，因追赶偷了自己钱包的小偷，被小偷联同三名同伙袭击，身中九刀死亡。
在北京，1980年10月29日发生火车站自杀性爆炸事件，拖拉机厂工人王志刚，因为失恋，就在北京火车站二楼南走廊制造自爆，造成火车站内9人死亡，81人受伤。1981年4月2日，又有3名外逃劳教人员來到北海公园，对在北海公园游玩的三位女中学生劫持、并强奸猥亵。
在沈阳，1983年2月12日中午，王宗与王宗玮两兄弟进入沈阳空军463医院偷窃，被医院人员发现，控制住。两人为了脱身，当场开枪打死四人，打伤一人，开始逃窜生涯。15日，两人在火车中又因乘警发现两人所携带手枪，开枪打伤乘警逃走，逃往湖南衡阳，潜入衡阳冶金机械厂空置的楼房隐居。17日，冶金厂干部伍国英等人发现两人和手枪，在被追赶过程中，两人再次打死一人，打伤三人。后两人陆续流窜至武汉、江阴等地，抢劫、杀人，终在江西省广昌县南坑山被警方击毙。

### 上海控江路事件
1979年9月9日上午，执勤交警施汉培发现一青年抢劫农民出售的螃蟹，就抓获这名青年进行体罚，附近群众在旁围观。一些人開始围攻多位警察，还拦车砸车，推翻农民菜车，抢夺路人财物、猥褻妇女等。其中，路过控江路的上海化工轻工公司团委副书记吴某，被一群人包围，抢走手表皮夹，强行猥亵，吴某的乳房外阴等都被抓伤。直到晚上8点，杨浦公安分局和上海市公安局联合派出300多人警力才控制住局面。事后，31个嫌疑人被抓获，7人判刑，11人劳动教养。

### 6·16内蒙古牙克石特大凶杀案
1983年6月16日，在内蒙古呼伦贝尔盟喜桂图旗（今呼伦贝尔市牙克石市）的林业设计院红旗沟农场。于洪杰、韩立军、杨万春3名有盗窃、犯罪纪录的流氓青年，邀约王守礼等另外7名青年一同喝酒，趁着酒醉，一群人竟约定血洗红旗沟。王守礼、李东东2人不愿参加，仍被其他人控制在场。于洪杰等8人在红旗沟农场持刀杀人，主要目标为男性，一小时就杀死16人。后将农场内的一群女场员绑架，实施了强奸、轮奸罪行，又杀死其中几人。酒醒后，于洪杰和韩立军自知死罪难逃，点汽油自爆，韩立军死亡，于洪杰重伤。几个女青年逃出农场向外求救，警察赶来抓获了剩余七名流氓分子，事后两名未死主犯于洪杰、杨万春被判死刑，其余罪犯因未达年龄未判死刑。

### 朱国华
1982年，全国人大常委会原委员长朱德之孙朱国华因涉嫌与他人共强奸妇女15人，强奸未遂7人，玩弄奸污妇女21人，猥亵妇女26人，拦截妇女17人，共计86人。1983年9月18日，朱国华等六人被判处死刑。

### 河北唐山菜刀队
1983年，河北唐山當地的黑社會勢力唐山菜刀隊的50多名成員被處決。

## 导火索之说
民間流傳多种1983年严打运动存在导火索案件的说法。
在确有新闻报导的案子中，1983年，河南的一流氓团伙调戏开国上将杨得志的女儿杨秋华，并将其女婿打死，也被认为是83年严打的重要导火索。1983年当年发生的内蒙古呼伦贝尔喜桂图旗强奸杀人案被指可能是83年严打的导火索。
除上述之外，某外国女记者在北戴河被强奸也被认为可能是严打发起的导火索等等。

## 运动开启
1983年7月19日，邓小平在北戴河听取了中华人民共和国公安部部长刘复之关于全国各地严重治安状况的汇报后表示：“对于当前的各种严重刑事犯罪要严厉打击，判决和执行，要从重，从快；严打就是要加强党的专政力量，这就是专政。”1983年8月25日，中共中央发出《关于严厉打击刑事犯罪活动的决定》，正式开始1983年严打，此次严打持续三年。《关于严厉打击刑事犯罪活动的决定》中称，“要全党动员，首长动手，层层负责，广泛发动群众，统一组织行动，一网一网地撒，一个战役一个战役地打，务必做到有威力，有震动。”“在三年内组织三个战役，依法将刑事犯罪分子逮捕一大批，判刑一大批，劳教一大批，注销城市户口一大批，并且杀掉一批有严重罪行、不杀不足以平民愤的犯罪分子。”
1983年9月2日，全国人大常委会颁布《关于严惩严重危害社会治安的犯罪分子的决定》及《关于迅速审判严重危害社会治安的犯罪分子的程序的决定》，其中前者规定对流氓罪等十几种犯罪“可以在刑法规定的最高刑以上处刑，直至判处死刑”，后者规定在程序上对严重危害社会治安的犯罪要迅速及时审判，上诉期限也由《中华人民共和国刑事诉讼法》规定的10天缩短为3天。
1983年8月至1987年初，中华人民共和国连续三年开展了分为三个战役的统一行动、集中打击。1983年严打发动之际，中华人民共和国公安部部长刘复之表示：“严打战役，意义极为深远，就其指导思想、气势、规模和效果等方面来说，是继1950年至1952年镇压反革命运动之后，坚持人民民主专政的又一具有历史意义的里程碑。”
此次严打的政治及军事色彩十分浓厚。1983年，几十万中国人民解放军内卫部队改编为中国人民武装警察部队，接受特种训练。中共中央发出的文件强调，在党委的统一领导下，党、政、军等有关部门齐动手，将判处死刑的权限交到区县级的人民法院，同级党委领导可直接决定判处死刑。此次严打的打击对象除刑事犯罪以外，还有“现行反革命”以及林彪、“四人帮”团伙残余分子，这是和后来几次严打的不同之处。邓小平针对有人“怕搞错两类矛盾”指出，就应该将严重刑事犯罪分子当做敌我矛盾处理，“我们保证最多数人的安全，这就是人道主义。”

## 评价

### 成果
根据人民数据库的资料，1983年严打开展之后，截至1983年9月23日，全国各地的政法机关收到群众检举揭发犯罪分子的材料达44万多件，已经有三万一千余名犯罪分子向公安机关投案自首。1984年10月31日，中共中央批转中央政法委员会《关于严厉打击严重刑事犯罪活动第一战役总结和第二战役部署的报告》，其中称仅在严打“第一战役”中，“全国公安机关共逮捕杀人、放火、抢劫、强奸、流氓等罪犯1,027,000人，检察机关起诉975,000人，法院判处861,000人、其中判死刑的24,000人，司法行政部门接收劳改犯687,000人，劳教人员169,000人。”“这是1950年镇反运动以来规模最大的一次集中打击。」
在广东省，1983年至1986年共审结各类案犯7.8万多名，6.9万多名移送检察院起诉。通过审查扩线，查破各类案件7,300多宗，从中抓获犯罪分子2,670余名，追缴赃款赃物折合人民币1,463万元，港币220多万元。

### 批评
严打被当时仍然处于具有浓烈反共意识形态的中华民国及法轮功定性为“群体灭绝和国家犯罪”。

## 争议

### 部分流氓罪的定性过于严苛
80年代初，交谊舞舞会悄然在私人居所兴起。1982年，公安部、文化部制定了《关于取缔营业性舞会和劝阻家庭舞会的精神》的文件，要求取缔家庭舞会。中共中央、国务院联合发布“严禁进口、复制、销售、播放反动黄色下流录音录像制品”的公告，禁止邓丽君的《何日君再来》等歌曲。
北京某大学的王姓女子，因与10多名男性舉辦淫亂派對而以流氓罪被判处死刑。陕西省汉中，有一名生活困难的农村寡妇，得到两名东北籍工人的帮助，就自愿让两人留宿家中，与两人发生关系，后被村干部举报。当年如果两男一女、或两女一男在一起乱搞男女关系，属于流氓罪。后经办案民警的求情，寡妇关押两天，两名工人劳教。
民间甚至有调侃：“吹个口哨判死刑”的说法。

#### 西安马燕秦案
1983年时，西安妇女马燕秦42岁，离异有二女，已从西安民生餐厅病退。马燕秦喜爱交际，经常在家中举行私人舞会。9月前后，马燕秦被警方逮捕，马燕秦家的家庭舞会被认定为涉案人员上百人的流氓犯罪团伙，马燕秦的舞伴韩涛、惠利名等人也被逮捕。马燕秦被法院认定“纠集流氓分子多次举办流氓舞会，勾引男女青年教唆诱发流氓犯罪、先后与数十人乱搞两性关系，威逼、引诱两个亲生女儿供流氓分子玩弄等罪名，马燕秦与韩涛被判死刑，惠利名等被判有期徒刑。马燕秦等人上诉无效，1985年4月15日，马燕秦被押至西安市体育场参加公审大会，开往北郊刑场，两枪毙命。

#### 迟志强案
迟志强为长春电影制片厂演员，严打开始时年仅24岁，是当时中国最红的男演员之一，与刘晓庆、唐国强、陈冲等演员齐名。1983年，迟志强在南京拍摄电影《月到中秋》，期间参与了一些高干子女组织的私人舞会，舞会上放着邓丽君的歌曲，青年男女一起跳贴面舞。迟志强还曾与一名高干女儿在双方自愿的情况下发生了性关系。1984年，私人舞会后被邻居举报为聚众淫乱活动，正在河北拍戏的迟志强还被押回南京受审。迟志强等八人被南京市中级人民法院判为流氓团伙，主犯王某被判15年，其他7人被判1-5年不等。迟志强获刑4年，演员前途从此中断。

### 量刑过重
1984年，在北京火车站发生了一起西瓜小贩哄抢贩瓜农民的事件。事后，小贩们都被定以抢劫罪逮捕，很多人被判死刑、死缓、无期徒刑。有个小贩仅抢一个西瓜，被判了15年。陕西省公安厅前厅长王锐回忆，当年一些群众在马路边打麻将，只是带1毛钱的小彩头，也被抓起来当做赌博处理。
除马秦燕、迟志强等因生活作风超前被定流氓罪的案例，有的符合“流氓罪”定性但性质并不严重的案例，也被重判。迟志强回忆，在完县看守所的狱友中，一人因偷看女厕所被判死缓，一人因强行搂抱女青年被判4年。
1990年，顾景舟壶艺作品遭窃。在得知当局将对案犯判处死刑后，顾景舟写下请愿书，认为：
|  | 顾某之壶，无非抟泥小技；深蒙社会错爱，浪得虚名。纵使壶值千金，亦不值一命之屑……普天之下，生命最为宝贵，若以顾某之壶，夺年轻之命，则顾某寝食难安。万请政府给他们悔过机会，浪子回头，迷途知返；生命为重，刀下万慎！ |

但是如今媒体的报道也存在刻意渲染重刑的情况，如“中国最后一个流氓犯”牛玉强被大量媒体宣传成当年只是“抢了一顶帽子，砸了一扇玻璃，打了一个人”就被判重刑。但是新疆兵团农八师中级人民法院张君法官查阅当年案卷，判决书认定牛玉强等10人组成流氓组织菜刀队，多次参与聚众持械斗殴，寻衅滋事，并不是“只抢了一顶帽子”。

### 司法程序問題
當時對於管治當局而言，社會政治形勢與1950年代有所相像而顯嚴峻，基於歷史上鎮壓反革命、大躍進到當時運動裡各種政治工作的慣例作法，中央政法委員會「聯繫與指導」的作用在實際執行裡未顯足夠效果，而公檢法三機關更多是相互配合辦案、缺乏監察和制衡——公安機關在司法過程裡會處於主導地位，有時還能夠居中強化公檢法聯合辦案。甚至政法委員會一些時候還會替代行使司法職能。雖然严打期间办案效率非常高，但不讲诉讼程序、诉讼职能。
1979年出台的刑法和刑事诉讼法规定：中级法院一审死刑，高级法院二审死刑，最高院进行复核。严打开始后，死刑复核权下放至各省级高院，基层法院也能判死刑。直到2007年1月1日，死刑复核权才被最高人民法院收回。

### 犯罪学的效果与统计
根据《中国刑事政策检讨：以“严打”刑事政策为视角》一书统计，1983年严打之后，1984年、1985年的犯罪率的确下降，但严打同时期的1986年以后却又直线上升。
2013年，复旦大学法学院教授汪明亮表示，“严打能够起到展现国家威严以及安抚公众的作用。该策略之所以获得公众的支持，主要是对于公众而言，这一严厉谴责与惩罚的过程，具有在面对犯罪与不安全时抒发紧张与维持团结一体感的功能，是一种标准的‘表达式正义’姿态。”“严打具有‘速效性’，能在最短的时间内发生功效，把犯罪势头压下，主要在于政府能够在短时间内集中司法资源，在一定程度上控制引发犯罪发生的各种因素。但严打的作用范围是有限的。严打只能针对严重犯罪，对轻微犯罪不能适用严打手段。”